# Роман (България)
Вижте пояснителната страница за други значения на Роман.
Ро̀ман е град в Северозападна България, област Враца, в близост до град Мездра. Градът е административен център на община Роман.
По данни на ГРАО към 15 юни 2023 г. в града живеят 2554 души по настоящ адрес и 2922 души по постоянен адрес.

## География
Градът е разположен на река Искър и нейния приток Малък Искър, на надморска височина 150 м. Отстои на 42 км източно от областния център Враца, на 29 км източно от Мездра, на 120 км североизточно от София по републиканската пътна мрежа, а по железопътна линия – на 109 км. Съседни на града селища са: с. Радовене (4 км), с. Стояновци (7 км), с. Хубавене (4 км), с. Струпец (6 км) и с. Долна Бешовица (5 км)
Официално градът се дели на три квартала: Карашки (в югоизточния край на града след кръговото кръстовище, простиращ се до река Малък Искър), „Сухо поле" (по крайбрежието на река Искър до ЖП линията) и ЖК „Роман" (до кръговото кръстовище, застроен основно с блокове). Останалите части на града не са обособени квартали и нямат свои имена.

### Транспорт
През града минават третокласните пътища 103 Мездра-Златна Панега-с. Брестница, 1031 Роман-Червен бряг, 308 Роман-с. Правешка Лакавица и общински път до с. Беленци и Луковит, общински път Мездра – с. Брусен – с. Царевец – с. Старо село – с. Струпец – Роман. Има ЖП гара на 2-ра линия София – Г. Оряховица – Варна, а също и автогара, която е отправна точка за автобусните линии към селата от общината.

### Демографски данни
Според последното преброяване на НСИ през 2021 година населението на Роман наброява 2394 души, с тенденция към намаляване на числеността му. През 1946 г. то е било 1769 д., през 1985 г. – 4137 д., през 1992 г. – 3780 д., а през 2002 г. е намаляло до 3512 души. Механичният прираст на гр. Роман за 2002 г. е -11 души.
Численост на населението според преброяванията през годините:
| \| Година на преброяване \| Численост \| \| --------------------- \| --------- \| \| 1934 \| 1824 \| \| 1946 \| 2125 \| \| 1956 \| 3019 \| \| 1965 \| 2889 \| \| 1975 \| 3121 \| \| 1985 \| 4137 \| \| 1992 \| 3758 \| \| 2001 \| 3553 \| \| 2011 \| 2838 \| \| 2021 \| 2394 \| |           |
| Година на преброяване | Численост |
| 1934 | 1824      |
| 1946 | 2125      |
| 1956 | 3019      |
| 1965 | 2889      |
| 1975 | 3121      |
| 1985 | 4137      |
| 1992 | 3758      |
| 2001 | 3553      |
| 2011 | 2838      |
| 2021 | 2394      |

Етническият състав включва 838 българи и 255 цигани.

## Климат
Климатът е умереноконтинентален. Пролетта и есента са хладни, лятото е горещо, а зимата е студена и ветровита. Средната януарска температура е -1 °C, а средната юлска – около 22 °C. Валежите са разпределени неравномерно, най-много вали през май и юни. Температурите през лятото достигат до 35 – 40 °C, докато през зимата падат до -15 °C.

## История
За пръв път Роман е споменат в най-ранния османски данъчен регистър от 1430 година. Освободен е от османско владичество на 27 ноември 1877 г. Името на града идва от средновековната Романова крепост. Днес тя почти е заличена.
От 1897 година има гара на железопътната линия София – Варна и било официално открито с посещение на   Фердинанд I и сръбският крал Александър Обренович. През 1913 г. в Роман е създадена организация на БРСДП.

## Население
Преброяване на населението през 2011 г.
Численост и дял на етническите групи според преброяването на населението през 2011 г.:
|                     | Численост | Дял (в %) |
| Общо                | 2838      | 100,00    |
| Българи             | 838       | 29,52     |
| Турци               | 4         | 0,14      |
| Цигани              | 255       | 8,98      |
| Други               | 11        | 0,38      |
| Не се самоопределят | 16        | 0,56      |
| Неотговорили        | 1714      | 60,39     |

## Политика
- 2015 – Валери Ролански (Инициативен комитет Валери Георгиев Ролански) печели на втори тур срещу Тихомир Вълчев (ГЕРБ).
- 2011 – инж. Красимир Петков (Инициативен комитет инж. Красимир Петков) печели на втори тур срещу Тихомир Вълчев (ГЕРБ).
- 2008 – след касиране на избора от 2007 инж. Красимир Петков (Инициативен комитет) печели на втори тур срещу Пламен Младенов(Коалиция „Бъдеще за община Роман“).
- 2007 – инж. Красимир Петков (Инициативен комитет) печели на втори тур с 50,12% срещу Пламен Младенов (Коалиция „Бъдеще за община Роман“).
- 2003 – Пламен Младенов (БДС „Радикали“) печели на втори тур с 62% срещу Николай Миковски (БСП, ОБТ, Партия „Рома“, Блокът на Жорж Ганчев).
- 1999 – Вълчо Маринов (ОДС плюс) печели на втори тур с 56% срещу Николай Миковски (БСП).
- 1995 – Николай Миковски (Предизборна коалиция БСП, БЗНС Александър Стамболийски, ПК Екогласност) печели на първи тур с 59% срещу Цветан Лалов (СДС, Народен съюз).

## Икономика
Роман се развива бързо след Освобождението с прекарването на жп линията София-Варна. Така става важен износен пункт за дървен материал, добитък, вълна и млечни продукти. С изсичането на горите се появява нов поминък – каменоделството и търговията. Откриват се работилници за дървообработване, изработване на тухли, варене на ракия и др. Израстват няколко промишлени предприятия: завод за метални изделия (стоманени телове, въжета и др.), за консерви, водноелектрическа централа на р. Искър.
Индустриалното развитие на общината се представя от фирмите „Метизи“ АД (www.metizi-co.com) – завод за производство на метални телове, въжета, продукти от тях и АС проводници (преработ. промишл.) – единствено предприятие за производство на стоманени въжета в България и водеща по брой на заетите, както и от фирмите „Стал-20“ ЕООД, „Бивар“ АД. Обработваемата земя е 56 264 дка (5,3% от тази на областта), горски фонд – 86 175 дка. Има възможност за възстановяване на ябълковите масиви (3000 дка), производство на зърнени култури, гъби и билки, рибовъдство.
Утвърдени са 17 проекта в промишлеността, туризма, селското стопанство и инфраструктурата. За осъществяване на тези проекти общинският съвет решава да учреди търговско дружество „Роман инвест“ ЕООД с едноличен собственик на капитала община Роман, което става в началото на 2001 г. Някои от тези проекти са: газификацията на града; изграждане на канализация за отпадните води в Роман и съседни села до 2002 г.
В общината има изградени бензиностанция и газостанция. Повечето от фирмите на територията на общината са предимно частни (малки и средни). Пътищата от Роман към съседните общини са разположени лъчеобразно, предимно от IV клас. Градът има ЖП гара на централната Северна ЖП линия София – Варна, която пресича територията на общината от запад (спирка Синьо бърдо) на изток (гара Кунино) по долината на река Искър. През 2014 и началото на 2015 година в града се реализира проект за цялостна подмяна и реконструкция на уличното осветление в града и още 3 села от общината ( Синьо бърдо, Камено поле и Кунино ). Проектът се финансираше по програма на Европейския съюз. Също така през 2014 година в града е построен нов стадион, в непосредствена близост до белодробната болница, а през същата година също по оперативна програма на ЕС е изградена подпорна стена по поречието на река Искър, която да предпази част от квартал „Сухо поле" от наводнения.
Географското разположение благоприятства за развитието на туризма, както поради живописна природа, така и поради наличието на археологически находки – останки от римски крепости, праисторически селища, каменни и бронзови накити. Град Роман е разположен върху останки от селище от бронзовата епоха.

## Галерия
- Гара Роман
- Начално училище „Петко Рачов Славейков“
- Читалище „Христо Ботев“